# Lampocteis
Lampocteis is een geslacht van ribkwallen uit de klasse van de Tentaculata.

## Soort
- Lampocteis cruentiventer Harbison, Matsumoto & Robison, 2001